# An Ode
An Ode – trzeci album studyjny południowokoreańskiej grupy Seventeen, wydany 16 września 2019 roku przez Pledis Entertainment i dystrybuowany przez Stone Music Entertainment. Płytę promował singel „Fear” (kor. 독: Fear Dok: Fear).
Album ukazał się w pięciu edycjach fizycznych: „Begin”, „The Poet”, „Hope”, „Thruth” i „Real”. Sprzedał się w nakładzie 875 413 egzemplarzy w Korei Południowej (stan na listopad 2019 r.). Zdobył certyfikat 3xPlatinum w kategorii albumów.

## Lista utworów
| CD  | CD                                                    | CD                                               | CD                               | CD                 | CD      |
| Nr  | Tytuł utworu                                          | Tekst                                            | Kompozycja                       | Aranżacja          | Długość |
| --- | ----------------------------------------------------- | ------------------------------------------------ | -------------------------------- | ------------------ | ------- |
| 1.  | „Hit”                                                 | Woozi, Bumzu, Vernon                             | Woozi, Bumzu                     | Bumzu, Anchor      | 3:23    |
| 2.  | „Geojitmaleul Hae” (kor. 거짓말을 해, ang. Lie Again) | Woozi, Bumzu, Vernon, Mingyu, S. Coups           | Woozi, Bumzu, Simon Petrén       | Simon Petrén       | 3:20    |
| 3.  | „Dok: Fear” (kor. 독: Fear)                           | Woozi, Bumzu, Vernon, S. Coups                   | Woozi, Vernon, Bumzu             | Bumzu, Park Gi-tae | 2:55    |
| 4.  | „Let me hear you say”                                 | Woozi, Bumzu, Vernon, S. Coups                   | Woozi, Bumzu                     | Bumzu, Ohway!      | 3:00    |
| 5.  | „247” (Performance Team)                              | Woozi, Bumzu, The8, Hoshi, Dino                  | Woozi, Bumzu, Park Gi-tae        | Bumzu, Park Gi-tae | 3:33    |
| 6.  | „Second Life” (Vocal Team)                            | Woozi, Bumzu, Vernon                             | Woozi, Vernon, Bumzu             | Bumzu              | 3:22    |
| 7.  | „Network Love” (Joshua, Jun, The8, Vernon)            | Woozi, Bumzu, Vernon, The8                       | Woozi, Bumzu, Nmore, Park Gi-tae | Nmore, Park Gi-tae | 3:29    |
| 8.  | „Back it up” (Hip Hop Team)                           | Vernon, S.Coups, Mingyu, Wonwoo                  | Bumzu, Vernon, Anchor            | Bumzu, Anchor      | 3:07    |
| 9.  | „Lucky”                                               | Woozi, Bumzu, Vernon, S.Coups, Mingyu, Seungkwan | Woozi, Bumzu, Anchor, G-high     | G-high, Anchor     | 3:17    |
| 10. | „Snap Shoot”                                          | Woozi, Bumzu, Vernon, S.Coups                    | Woozi, Bumzu, Vernon             | Bumzu, Ohway!      | 2:55    |
| 11. | „Happy Ending” (Korean Ver.)                          | Woozi, Bumzu, Vernon                             | Woozi, Bumzu                     | Bumzu, Anchor      | 3:28    |

## Notowania
| Lista                          | Pozycja |
| ------------------------------ | ------- |
| French Digital Albums (SNEP)   | 108     |
| Oricon Album Chart             | 1       |
| Hot Albums (Billboard Japan)   | 7       |
| Sprzedaż albumów (ZPAV)        | 38      |
| Gaon Weekly Album Chart        | 1       |
| Five Music (Tajwan)            | 1       |
| Heatseekers Albums (Billboard) | 25      |
| World Albums (Billboard)       | 7       |